# غابرييل هولمز
غابرييل هولمز (بالإنجليزية: Gabriel Holmes)‏ (و. 1769 – 1829 م) هو سياسي من الولايات المتحدة الأمريكية ولد في كلينتون، كارولاينا الشمالية.
وهو عضو في الحزب الجمهوري الديمقراطي، والحزب الديمقراطي الأمريكي .

## التعليم
تعلم في جامعة هارفارد.